# قدیسان کوسمان و دامیان
قدیسان کوسمان و دامیان (عربی: قُزما ودميان، آوانگاری: Qozma wa Demyaan) ; ج قرن سوم - ق. ۲۸۷ یا ۳۰۳ پس از میلاد) دو پزشک عرب عرب و شهید در مسیحیت بودند. آنها حرفه خود را در بندر یومارتالیک، سپس در استان روم سوریه (استان روم) انجام دادند.